# حصن كهال
حصن كهال وهو أحد المعالم الاثرية التاريخة لملوك حميـر ويقع في محافظة إب مديرية النادرة
يعتبر حصن كهال من الحصون الأثرية القديمة يعود إلى فترة الحضارات اليمنية التاريخية.. وقد تهدم بناؤه ولم يبق منه سوى بعض الشواهد الدالة عليه من بقايا الجدران المعمارية وصهاريج المياه ومدافن الحبوب المنحوتة في أصل الجبل، وكهال في كتب التاريخ قلعة منيعة حصينة شديدة رصينة محكمة مكينة متينة، يضرب به المثل في الارتفاع والشهوق، يكاد يلامس ذروته نجوم الثريا والعيوف.. فكأنه هامة لها عمامة، تنسب إلى: كهال بن عدي بن مالك بن زيد بن نبت بن حمير، وهي الآن أطلال عثر بها على تمثال امرأة من البرونز قديما.
يمكن لمن هو في قمة شخب عمار في كهال مشاهدة بعض محافظات الجمهورية من جميع جهاته إلا أن ذلك لم يدم لأهل المنطقة طويلا، فقد تحولت الأراضي الزراعية والجبال من مواقع سياحية تعود بالنفع على أهلها، إلى مقبرة.
كهال قرية أثرية قديمة تتبع إداريا مديرية النادرة محافظة إب عزلة عمار، تقع شمال شرق المدينة على بعد حوالي 3 كم، يحدها من الناحية الشمالية الغربية ظفار عاصمة مملكة حمير قديما، تتميز قرية كهال أنها تقع بين أحضان جبلين شامخين في الارتفاع تفصل فيما بينهما مسافة حوالي 300 متر تقريبـا موضع القرية، فمن شرقها جبل حصن كهال  التي تستظل بظله، ومن الغرب جبل شخب عمار، فضلا أن القرية عريقة في القدم، لا تزال تنبض بالحياة القديمة.. تشتمل على الأصالة والحداثة في مبانيها التي امتزجت فيها القديم مع الحديث سحرها في هندسة معمارية وتشكيلية جمالية تثير الدهشة والإعجاب، آثارها القديمة تؤرخ إلى ما بين القرن الأول والرابع ميلادي تقريبـا.
ذكر لسان حال اليمن العالم والمؤرخ الراحل أبو محمد الحسن الهمداني كهال في صفة جزيرة العرب, أنها مصنعة (حصن) من مصانع مخلاف ذي رعين.
وأضاف الأكوع في هامش التعليق: كهال: بضم آخره لام وهي مصنعة ممشوقة القد ولها طريقة هندسية رائعة الصنع لا يصعد إليها إلا بحكمة, وهي الآن أطلال وقد عثر بها على تمثال امرأة من البرونز وفي سفحها (حصن وسد مقضض) ويذكرها المؤرخ إبراهيم المقحفي, في كتابه (معجم البلدان والقبائل) أنها قرية مشهورة في شرقي النادرة ومن اعمالها, وهي منطقة أثرية تطل عليها قلعة شماء مسامته لحصن شخب عمار.
حصن كهال
يحده من الشمال وادي (حرزان) والمرحضة والعرش ومن الجنوب (الحودة) ومن جهة جنوب شرق (شقرا) ومن الغرب قرية كهال الحديثة التي تستند إليه من أسفل ثم جبل شخب عمار وبيت مشرح ومن الشرق (السرفي, والمنزل, والذاغنة) وعلى باطن كهال في الناحية الجنوبية وجدت بقايا أطلال معمارية أثرية, هي التي تم الكشف عنها عشوائيـا, هذه الآثار عبارة عن جدران معمارية مشيدة بحجارة مستطيلة الشكل متعددة الأنواع اهمها (البلق) مهندمة ذات الإبداع الهندسي الذي وجد في حمير (ظفار) إن الجدار المعماري الواقع أسفل قمة الحصن بالناحية الجنوبية طوله (12) متراً تقريبـا, وباقية لازال مدفوناً تحت التراب وعدد صفحات البناء الظاهرة فيه ثلاث, وخلف هذا المدماك ثلاث حجرات صغيرة غير مهندمة الأحجار, كذلك لاتزال الخزانات المائية المنحوتة والمنقورة في الصخر تؤدي وظيفتها إلى اليوم تحيط جبل الحصن في أماكن متفرقة خاصة في الناحية الجنوبية.. بعد أن طفت في جميع أرجاء المواقع المحيطة لجبل الحصن, عزمت على الصعود إلى القمة التي تستحق المغامرة الخطرة, هذا الحصن المنيع عالٍ ومنيف, وهو الذي (طلع) إليـه الأمير سيف الدين طغريل (والي سلطان الدولة الرسولية) في ربيع الآخر 698 هجرية فرتب عليه, ولزم جماعة من مشائخ مذحج. (اليماني.. بهجة الزمن, صـ191).
الطريق إلى الحصن
لا تزال البوابة قائمة في مكانها لم يبق من آثار الطريق إلا القليل وما تبقى من آثارها بعض الأمتار المتقطعة والمتفرقة تدل على أنها كانت مرصوفة بالأحجار بعرض (مترين) وفي منتصف جبل الحصن شاهدة البوابة قائمة بجدرانها الخارجية والداخلية يصل ارتفاعها إلى حوالي (5 أمتار) والعرض (5 امتار) وعدد الصفحات في الجدار من أسفل إلى أعلى (23 صفحة) جميعها في حالة جيدة, تتكون من جدار خارجي مهندم وجدار داخلي شبه مهندم (باطنه وظاهرة) وفي الطرف الجنوبي لجدار البوابة, المدخل الذي يستند لجبل الحصن ارتفاعه (الباب) حوالي (20.1 تقريبـاً) وعرضه (80 سم) اعتقد انه انتزع الباب منه, لايزال عتب الباب موجوداً وكذلك (المردم) الخارجي من الحجر طوله (20,1 تقريبـاً) وارتفاعه (22 سم) و(مردم) داخلي من الخشب بنفس طول السابق, عرض ( المدماك) حوالي (88 سم) اعتقد أن البوابة كانت تتقدمها درج من الأحجار مرصوفة وإلا ما أصبح الدخول منها اليوم صعبـا جداً, بعد دخولنا من الباب تفاجأت ومرافقي من أبناء القرية اسمه مالك الربيعي يتقدم ويخلع نعليه لم أسأله لماذا إلا أني عرفت أن هناك عملاً شاقاً وخطيراً ينتظرني, خلعت حذائي واتضح لي السبب بعد ذلك حين وصلت إلى مكان لم استطع السير فيه إلا ويدي تسبق قدمي الحافيتين وكنت أتمسك بشدة من شدة الخوف كي لا أسقط من هذا الارتقاع الشاهق ومن خطورة المنحدر العالي, وبعد شق الأنفس وصلنا إلى القمة التي هي مساحة شبه بيضاوية الشكل يصل عرضها من الغرب (143 متراً تقريبـاً) وطولها من الشمال للجنوب (84 متراً تقريبـا) وفي الوسط منخفض.
أقيم في الحصن الذي تتقدمه منشأة مائية من الشمال (سد) محفور بعمق (50,2 متر تقريبـا) وطوله (8 – 9 أمتار تقريبـا) وعرضه (5 أمتار تقريبـا), لاتزال مادة القضاض الذي تم «صهره» بها بحالة جيدة, اما بقايا آثار الحصن والذي هو عبارة عن منشأة معمارية تهدم معظم جدرانها ولم يبق إلا القليل خاصة الناحية الشمالية, العمارة التي لاتزال قائمة مع أساسات اندثرت إلا أني تمكنت مع معرفة تخطيط الحصن, وهو شبه مستطيل لم يبق منه إلا الجدار الغربي بطول (40,7 متر تقريبـا) والجدار الشمالي بحالة جيدة ( 60,5 والارتقاع 2 متر تقريبـا) والجدار الجنوبي (3 أمتار) مواد البناء من أحجار المنطقة حمراء مشذبة من المؤكد أنها جلبت من أسفل الجبل, والواضح من تخطيط الحصن أنه عبارة عن حجرتين شمالية وجنوبية, يتوسطهما ممر بعرض (3 أمتار × 60,5 متر طولاً).